# Something Wicca This Way Comes
Something Wicca This Way Comes is de eerste aflevering uit het eerste seizoen van de televisieserie Charmed.

## Verhaal
In deze aflevering keert Phoebe Halliwell terug naar San Francisco om bij haar oudere zussen Prue en Piper in het oude huis van hun grootmoeder te gaan wonen. Op zolder vindt Phoebe een oud boek over hekserij, The Book of Shadows. Ze leest hardop uit het boek een spreuk die de zussen paranormale magische krachten geeft. Terwijl ze volop de voor- en nadelen van hun nieuwe mogelijkheden leren kennen, leren de zussen ook dat er een warlock (slechte tovenaar) lokale heksen vermoordt. Hij ziet de zussen als zijn volgende slachtoffers.

## Fouten
De volgende fouten vallen in deze aflevering te ontdekken:
- Van een buitenshot zien we Piper in het huis gaan met een zwarte paraplu met een wit boordje; tijdens de binnenshot van het huis zien we haar een andere paraplu ophangen (met bloemmotief).
- De boom aan het Halliwellhuis heeft in sommige shots bladeren, en in andere shots niet. Er werden waarschijnlijk eerdere opnames gebruikt van de originele pilotaflevering, die opgenomen werd tijdens de lente.
- Piper zou zeker geen nagellak mogen dragen tijdens een sollicitatie.
- Is er geen persoonlijk gewin, wanneer Piper onbedoeld de chef bevriest, en van de gelegenheid gebruikmaakt om de extra porto toe te voegen, die ze vergeten was?
- Wat later in de serie vernemen we dat demonen en warlocks zich kunnen verplaatsen door teleportatie, namelijk blinking. Jeremy de warlock lijkt dan ook even angstaanjagend als een kip volevent wanneer hij naar de Manor van de zussen loopt, en hevig buiten adem aankomt.
- Jeremy gooit twee vuurballen. Een daarvan zet de zussen in een vuurcirkel; waar is de tweede vuurbal naartoe?
- Prue praat met Andy op het einde van de aflevering, en raapt een krant op. In sommige shots is de naam van de krant duidelijk naar de camera gericht, in andere shots houdt ze de krant met de hoofdtitel naar zich toe, en is deze niet zichtbaar voor de camera.
- Wanneer we voor het eerst kennismaken met Piper, draagt ze haar horloge aan haar rechterpols. Wanneer ze later in het restaurant is, draagt ze het uurwerk aan haar linkerpols.
- Wanneer Prue zich afvraagt waar de room is, schuift het kannetje met room naar haar toe over de toonbank. Dan vermindert de room van het kannetje, en bubbelt op in haar koffie. Dat is een discontinuïteit met hoe Prues krachten zullen werken de volgende drie jaar. De room zou vanuit het kannetje in de koffie moeten springen.
- Wanneer Phoebe op haar kamer is kan men zien dat de tatoeage op haar schouder cover make-up heeft, maar niet genoeg om het volledig te bedekken. De tatoeage wordt voor de rest van de serie niet meer gemaskeerd.
- In deze aflevering gebruikt Prue haar krachten om, terwijl ze in de gang loopt, de das rond de nek van haar baas wat strakker aan te trekken; in toekomstige afleveringen moet ze echter kijken naar het object dat ze beweegt met haar krachten.